# Društvo slovenskih učiteljic
Društvo slovenskih učiteljic je bilo ustanovljeno 1898 in je bilo prvo borbeno žensko društvo v Sloveniji. Namen društva je bil zastopati koristi učiteljic in braniti njihove pravice. Dosledno idejnemu programu je bil prvi javni korak izraz ene izmed najosnovnejših zahtev feminističnega gibanja: "Za enako delo, enako plačilo". Vse od leta 1898 dalje se je društvo vztrajno borilo za izenačenje plač učiteljic in učiteljev ter za enakopravnost z učitelji v vsakem pogledu. Leta 1902 so zahtevale žensko volilno pravico in leta 1911 je bila začeta borba proti obveznemu celibatu  za učiteljice.
Mnogo zaslug za društvo ima Vita Zupančič, ki je vodila društvo skoraj 15 let, vse do decembra 1924.

## Vir
- Slovenke skozi čas (COBISS), str. 57.